# Římskokatolická farnost Vtelno u Mostu

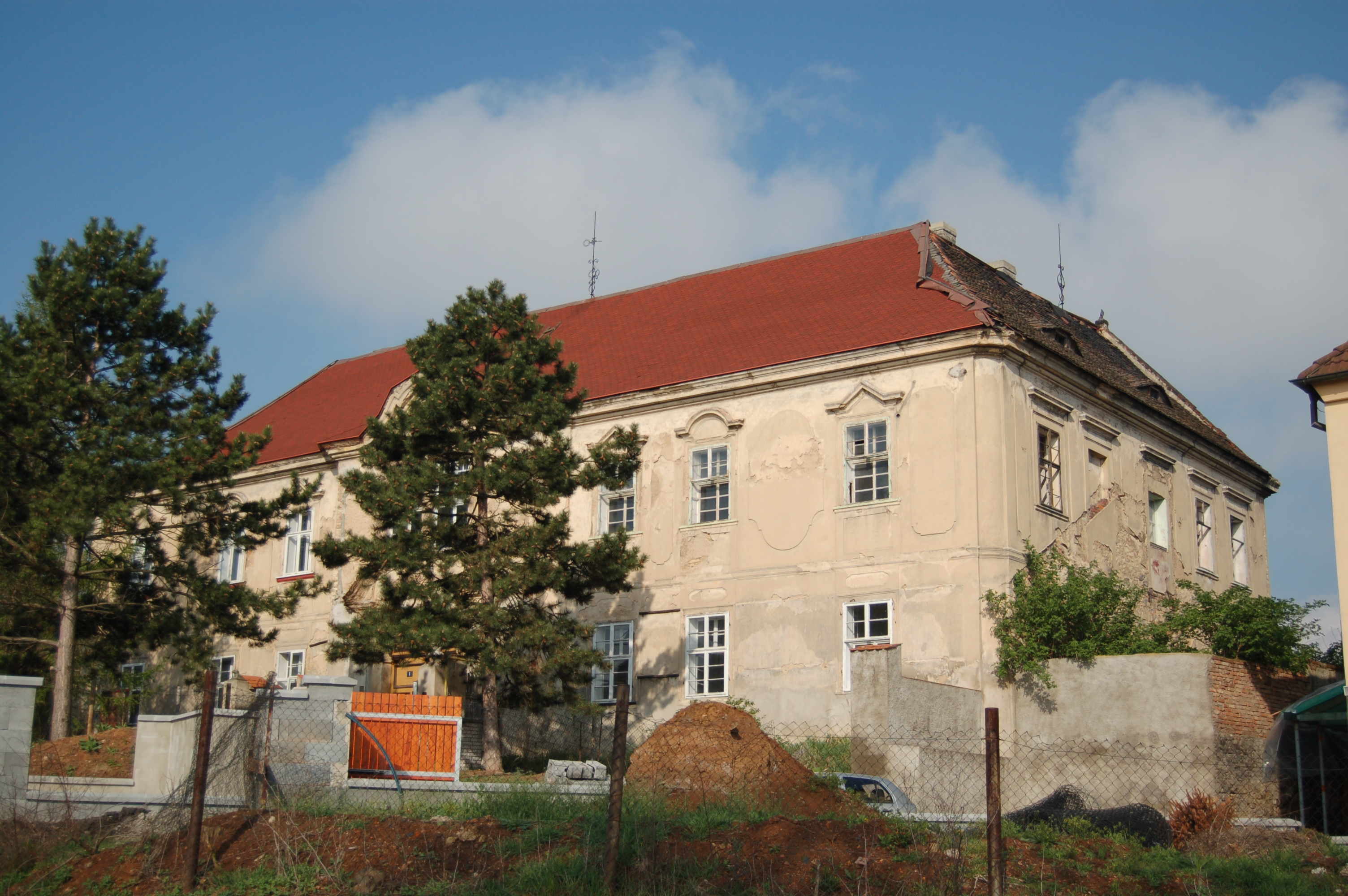
Budova fary ve Vtelně u Mostu

Římskokatolická farnost Vtelno u Mostu (lat. Wtelna) je církevní správní jednotka sdružující římské katolíky na území místní části Vtelno a v jeho okolí. Organizačně spadá do krušnohorského vikariátu, který je jedním z 10 vikariátů litoměřické diecéze. Centrem farnosti je kostel Povýšení svatého Kříže ve Vtelně u Mostu.

## Historie farnosti
Fara byla původně inkorporovaná oseckému klášteru. Od roku 1650 jsou vedeny matriky. Fara je samostatně uváděna až od roku 1733.
V letech 1936–1939 ve Vtelně působil český osecký ciserciák Zikmund Jan Kapic. Od roku 1938 měl značné potíže s místními henleinovci, a poté, co mu bylo dokonce vyhrožováno smrtí se s vědomím svých řeholních představených přesunul na Příbramsko, kde spravoval farnost ve Višňové. Po roce 1945 do Vtelna přišel jako administrátor osecký cisterciák lužickosrbského původu, Dominik Mickel. Není přesně doloženo, jak dlouho zde působil. Diecézní katalog jej ve Vtelně uvádí ještě v roce 1948, zemřel pak v roce 1980. V letech 1990–1996 působil ve Vtelně jako administrátor P. Jan Netík.
Do 31. prosinec 2012 byla farnost Vtelno u Mostu součástí tzv. mosteckého farního obvodu, z něho byly v různých historických etapách, zvláště od 50. let 20. století, spravovány okolní farnosti. Od 1. ledna 2013 se osamostatnila a afilovala farnosti: Bečov u Mostu, České Zlatníky, Havraň, Lužice a Židovice.

### Duchovní správcové vedoucí farnost
Začátek působnosti jmenovaného v duchovní správě farnosti od:
- 1671 Franciscus Jac. Siegl O. Cist.
- 1694 Josephus Gallus O. Cist.
- 1712 Malachias Thalheim OP
- 1714 Ludovicus Berger O. Cist.
- 1720 Malachias Thalheim OP
- 1775 Petrus Unger O. Cist.
- 1780 Andr. Weisgerber O. Cist
- 1804 Anast. Kluckhenn O. Cist., n. 20. 11. 1752 Schlaggenwald, o. 4. 6. 1782
- 1822 Aug. Sluka O. Cist., n. 16. 5. 1777 Liebenau, o. 12. 9. 1802
- 1845 Franc. Paul. Müller o. Cist., n. 20. 8. 1785 Brüx, o. 23. 8. 1809, † 7. 6. 1850
- 1851 Vinc. Lang O. Cist., n. 12. 4. 1797 Ossegg, o. 26. 8. 1821
- 1854 chybí katalog
- 1855 Aloys. Krühner O. Cist., n. 23. 11. 1795 Ossegg, o. 12. 8. 1821
- 1865 Ildeph. Nitsch O. Cist., n. 7. 6. 1813 Kaaden, o. 20. 8. 1840, † 21. 3. 1886
- 1887 Ludovic. Franc. Angermann O.Cist., n. 30. 12. 1829 Labent, o. 20. 8. 1856, † 12. 9. 1906
- 1906 Isidor Walter O.Cist., n. 8. 12. 1842 Oberleutensdorf, o. 18. 10. 1866, † 4. 1. 1910
- 1911 Ignat. Jos. Volke O. Cist., n. 20. 7. 1865 Hauptmanndorf, o. 17. 6. 1892, † 25. 4. 1925
- 1917 Timotheus Felix Mattausch O. Cist., n. 23. 11. 1879 Michelsdorf, o. 14. 7. 1907
- 1920 Aelredus Hendr. Schneider O. Cist., n. 22. 6. 1879 Zwittau, o. 17. 7. 1904
- 1936 Sigismundus Joann. Kapic O. Cist., n. 27. 11. 1888 Klentsch, o. 11. 7. 1915
- 1939 Raimund. Alf. Förster O. Cist., n. 28. 4. 1894 Braunau, o. 27. 6. 1920
- 20. 11. 1939 Walter Guil. Mosonyi O. Cist., n. 3. 8. 1908 Dux, o. 26. 6. 1931
- 1. 4. 1947 Dominik Jiří Mickel, O.Cist. administrátor
- 1. 5. 1952 Miloš Šandera
  - Oldřich Hodač
- 11. 10. 1952 Jan Vanák
- 4. 9. 1953 Václav Truxa, O.Cr
- 3. 10. 1953 Tomáš Holoubek
- 1. 8. 1954 Antonín Blaha
- 1. 8. 1955 Václav Truxa, O.Cr
- 1. 9. 1955 Michael Raab
- 1. 8. 1965 Jaroslav Knespl
- 1. 10. 1965 Leopold Dvořáček
- 1. 1. 1966 Jaroslav Knespl
- 21. 11. 1976 Radim Hložánka
- 1. 6. 1977 Jan Janáč
- 1. 9. 1980 Stanislav Česlík
- 7. 4. 1986 Josef Nižnanský
- 1. 7. 1986 Jan Janáč
  - 1990 Jan Netík
- 1. 9. 1995 Jan Bečvář
- 1. 1. 1999 Bohuslav Bártek
- 2001 Josef Hurt, admin. exc. z Mostu
- 1. 7. 2010 Grzegorz Marian Czyżewski, admin. exc. z Mostu
- 1. 8. 2019 Leo Gallas, O.Cr., admin. exc. z Mostu[3]

Kromě kněží stojících v čele farnosti, působili ve farnosti v průběhu její historie i jiní kněží. Většinou pracovali jako farní vikáři, kaplani, katecheté, výpomocní duchovní aj.

## Území farnosti
Do farnosti náleží území obcí:
- Bečov (Hochpetsch)
- Bedřichův Světec (Schwetz)
- Bělušice (Bieloschitz)
- České Zlatníky (Böhmisch Zlatnik)
- Dobrčice (Dobschitz)
- Havraň (Hawran)
- Chanov (Khan)
- Kamenná Voda (Stein Wasser)
- Koporeč (Koppertsch)
- Korozluky (Kolosoruk)
- Lišnice (Lischnitz)
- Lužice (Luschitz)
- Milá (Millai)
- Moravěves (Morawes)
- Nemilkov (Nemelkau)
- Obrnice (Obernitz)
- Patokryje (Patokrey)
- Polerady (Polehrad)
- Rudolice nad Bílinou (Rudelsdorf)
- Saběnice (Sabnitz)
- Sedlec (Sedlitz)
- Skršín (Skyrschina)
- Skyřice (Skyritz)
- Stránce (Stranitz)
- Svinčice (Swindschitz)
- Velebudice (Velebudice)
- Volevčice (Wollepschitz)
- Vtelno (Wteln)
- Zaječice (Saidschitz)
- Židovice (Seidowitz)

## Římskokatolické sakrální stavby na území farnosti
| | Fotografie | Stavba                         | Místo                | Bohoslužby                      | Zeměpisné souřadnice                                            | Status                               | Číslo kulturní památky                       |
| Kostely | Kostely    | Kostely                        | Kostely              | Kostely                         | Kostely                                                         | Kostely                              | Kostely                                      |
| --- | ---------- | ------------------------------ | -------------------- | ------------------------------- | --------------------------------------------------------------- | ------------------------------------ | -------------------------------------------- |
| 1. |            | Kostel Povýšení sv. Kříže      | Vtelno               | bližší informace o bohoslužbách | 50°29′15″ s. š., 13°40′8″ v. d.                                 | farní kostel                         | 42773/5-435 (Pk•MIS•Sez•Obr•WD)              |
| 2. |            | Kostel sv. Jiljí               | Bečov                | bližší informace o bohoslužbách | 50°27′1″ s. š., 13°43′20″ v. d.                                 | filiální kostel                      | 42602/5-305 (Pk•MIS•Sez•Obr•WD)              |
| 3. |            | Kostel sv. Jakuba Staršího     | Bedřichův Světec     | bližší informace o bohoslužbách | 50°27′10″ s. š., 13°45′7″ v. d.                                 | filiální kostel                      | 42419/5-310 (Pk•MIS•Sez•Obr•WD)              |
| 4. |            | Kostel sv. Jiří                | České Zlatníky       | bližší informace o bohoslužbách | 50°30′54″ s. š., 13°42′15″ v. d.                                | filiální kostel                      | 42694/5-5058 (Pk•MIS•Sez•Obr•WD)             |
| 5. |            | Kostel sv. Vavřince            | Havraň               | bližší informace o bohoslužbách | 50°26′30″ s. š., 13°36′4″ v. d.                                 | filiální kostel                      | 42910/5-324 (Pk•MIS•Sez•Obr•WD)              |
| 6. |            | Kostel sv. Augustina           | Lužice               | bližší informace o bohoslužbách | 50°29′32″ s. š., 13°45′28″ v. d.                                | filiální kostel                      | 50884/5-5839 (Pk•MIS•Sez•Obr•WD)             |
| 7. |            | Kostel sv. Havla (sv. Prokopa) | Volevčice            | bližší informace o bohoslužbách | 50°26′3″ s. š., 13°41′31″ v. d.                                 | filiální kostel                      | —                                            |
| Kaple |            |                                |                      |                                 |                                                                 |                                      |                                              |
| 8. |            | Kaple sv. Josefa               | Korozluky (zámek)    | bližší informace o bohoslužbách | 50°28′43″ s. š., 13°43′34″ v. d.                                | obecní kaple                         | 44036/5-5342 (Pk•MIS•Sez•Obr•WD)             |
| 9. |            | Kaple sv. Jana Nepomuckého     | Lišnice              | bližší informace o bohoslužbách | 50°27′15″ s. š., 13°38′0″ v. d.                                 | zámecká kaple                        | 43270/5-353 (Pk•MIS•Sez•Obr•WD)              |
| 10. |            | Kaple                          | Milá                 | bohoslužby příležitostně        | na svahu u průjezdní komunikace 50°25′50″ s. š., 13°45′6″ v. d. | kaple                                | 52115/5-5944 (Pk•MIS•Sez•Obr•WD) (Q37820661) |
| 11. |            | Kaple Nejsvětější Trojice      | Obrnice              | bližší informace o bohoslužbách | 50°30′24″ s. š., 13°41′28″ v. d.                                | kaple                                | 101403 (Pk•MIS•Sez•Obr•WD)                   |
| 12. |            | Kaple sv. Ferdinanda           | Zaječice             | bližší informace o bohoslužbách | 50°27′52″ s. š., 13°42′56″ v. d.                                | obecní kaple                         | 23525/5-5931 (Pk•MIS•Sez•Obr•WD)             |
| Zaniklé sakrální stavby v období komunistické totality ve 20. století ve farnosti Vtelno u Mostu |            |                                |                      |                                 |                                                                 |                                      |                                              |
| 13. |            | Kaple Navštívení Panny Marie   | Rudolice nad Bílinou | nelze sloužit                   | 50°30′37″ s. š., 13°39′56″ v. d.                                | zbořeno v únoru 1970                 | —                                            |
| 14. |            | Kaple Nejsvětější Trojice      | Stránce              | nelze sloužit                   | 50°28′4″ s. š., 13°41′7″ v. d.                                  | zbořeno začátkem 70. let 20. století | —                                            |
| Některé drobné sakrální stavby a pamětihodnosti lze dohledat zde v databázi Drobné sakrální památky Zaniklé sakrální stavby lze dohledat zde v databázi Poškozené a zničené kostely, kaple a synagogy v České republice |            |                                |                      |                                 |                                                                 |                                      |                                              |

Ve farnosti se nacházejí také další drobné sakrální stavby a pamětihodnosti. Historicky se na území farnosti, včetně afilovaných farností, nacházelo větší množství kostelů, kaplí, kapliček a dalších sakrálních objektů. Velká část z nich byla zbořena nebo poškozena v 2. polovině 20. století. S výjimkou Vtelna u Mostu jsou seznamy zbořených kostelů a kaplí na stránkách zaniklých farností.

## Příslušnost k farnímu obvodu
Z důvodu efektivity duchovní správy byl vytvořen farní obvod (kolatura) farnosti děkanství Most – in urbe, jehož součástí je i farnost Vtelno u Mostu, která je tak spravována excurrendo.